# Gein (rivier)
Het Gein is een riviertje van ongeveer 6 km lengte tussen Driemond en Abcoude. Het verbindt de Gaasp en het Smal Weesp met de Angstel, en loopt ten westen van het Amsterdam-Rijnkanaal geheel binnen de grenzen van Abcoude, sinds 1 januari 2011 gemeente De Ronde Venen. Tot 1 augustus 1966 lag het oostelijk deel, voorbij de Velterslaan, echter in de voormalige gemeente Weesperkarspel en van 1966-1989 in de gemeente Amsterdam. Het gedeelte binnen Abcoude tot de Angstel heet, omdat het daar erg smal is, het Nauwe Gein waar de Brug Nauwe Gein het Kerkplein met de Hoogstraat verbindt.
Langs beide oevers van het Gein loopt een weg, namelijk Gein-Noord en Gein-Zuid; beide hebben tweerichtingsverkeer. Ter hoogte van Abcoude is onder het Gein het Rien Nouwen Aquaduct gebouwd voor de spoorlijn Amsterdam-Utrecht, ter vervanging van de hefbrug. Daarnaast is een voetgangers- en fietsersbrug gebouwd genaamd Jan Swinkelsbrug. Verder naar het oosten is er nog de Wilhelminabrug, een fiets- en voetgangersbruggetje nabij de Velterslaan die het Gein met de Kanaaldijk-West van het Amsterdam-Rijnkanaal verbindt en via de Liniebrug met de Korte Velterslaan in Nigtevecht.
Evenwijdig aan de Ruwelswal en de Hollandse Kade loopt een fietspad dat van het Gein-Noord langs de Gaasperzoom en de woonwijk Gaasperdam in Amsterdam-Zuidoost naar het recreatiegebied De Hoge Dijk tot de Abcouderstraatweg ter hoogte van het Abcoudermeer. Bij Driemond kruist de Provinciale weg 236 met de Geinboogbrug het Gein waar Gein en Gaasp samenkomen.
Het Gein loopt door de Stelling van Amsterdam en vormt daar een onderdeel van. Ook staan er de Oostzijdse Molen en Broekzijder Molen en verschillende monumentale boerderijen, waaronder een kaasboerderij.
De wijk Gein (de meest zuidoostelijke wijk van Amsterdam) en het metrostation Gein van de lijnen 50 en 54 zijn vernoemd naar dit riviertje.
Rond 1905 werd het riviertje en zijn omgeving regelmatig geschilderd door Piet Mondriaan.

## Afbeeldingen

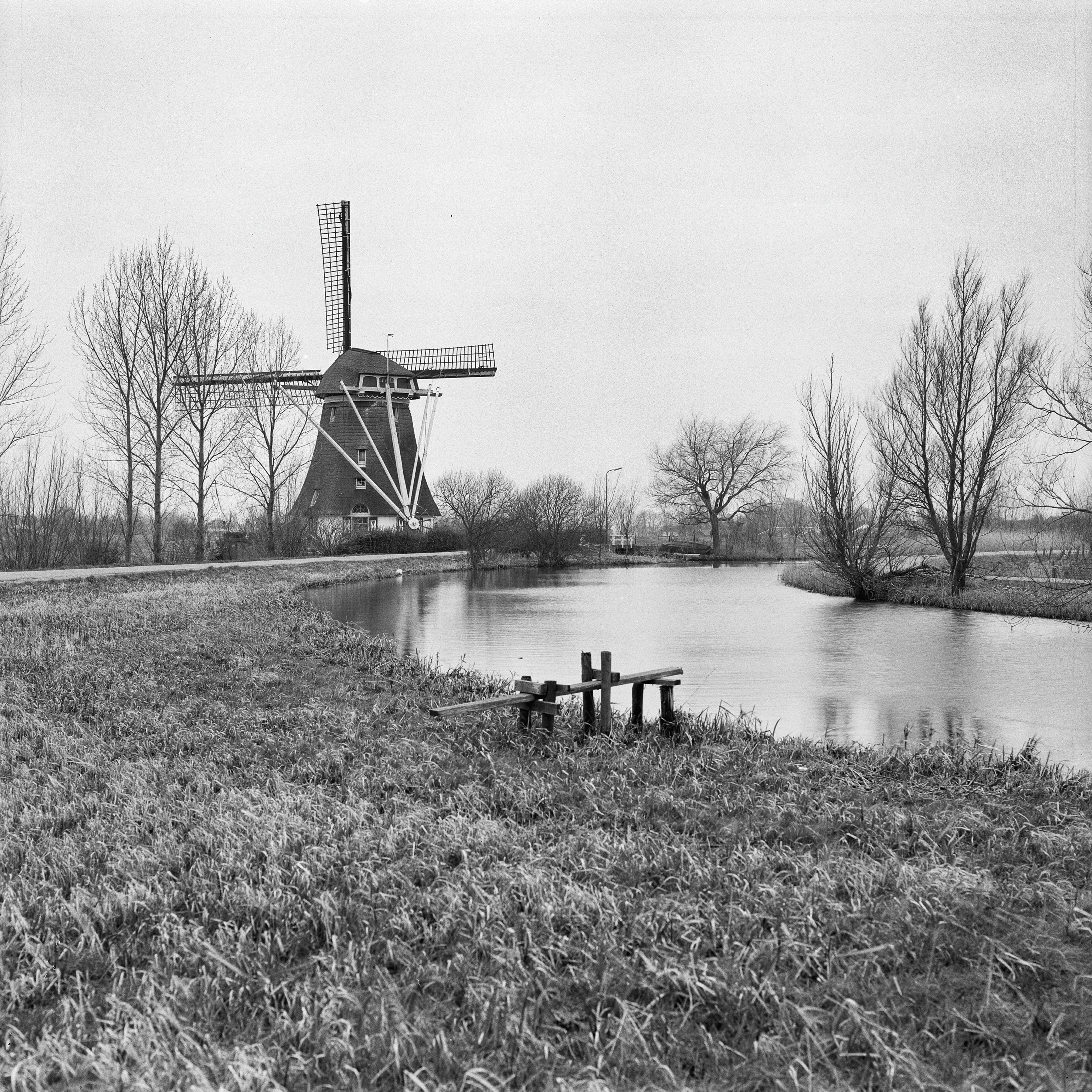
Molen aan het Gein
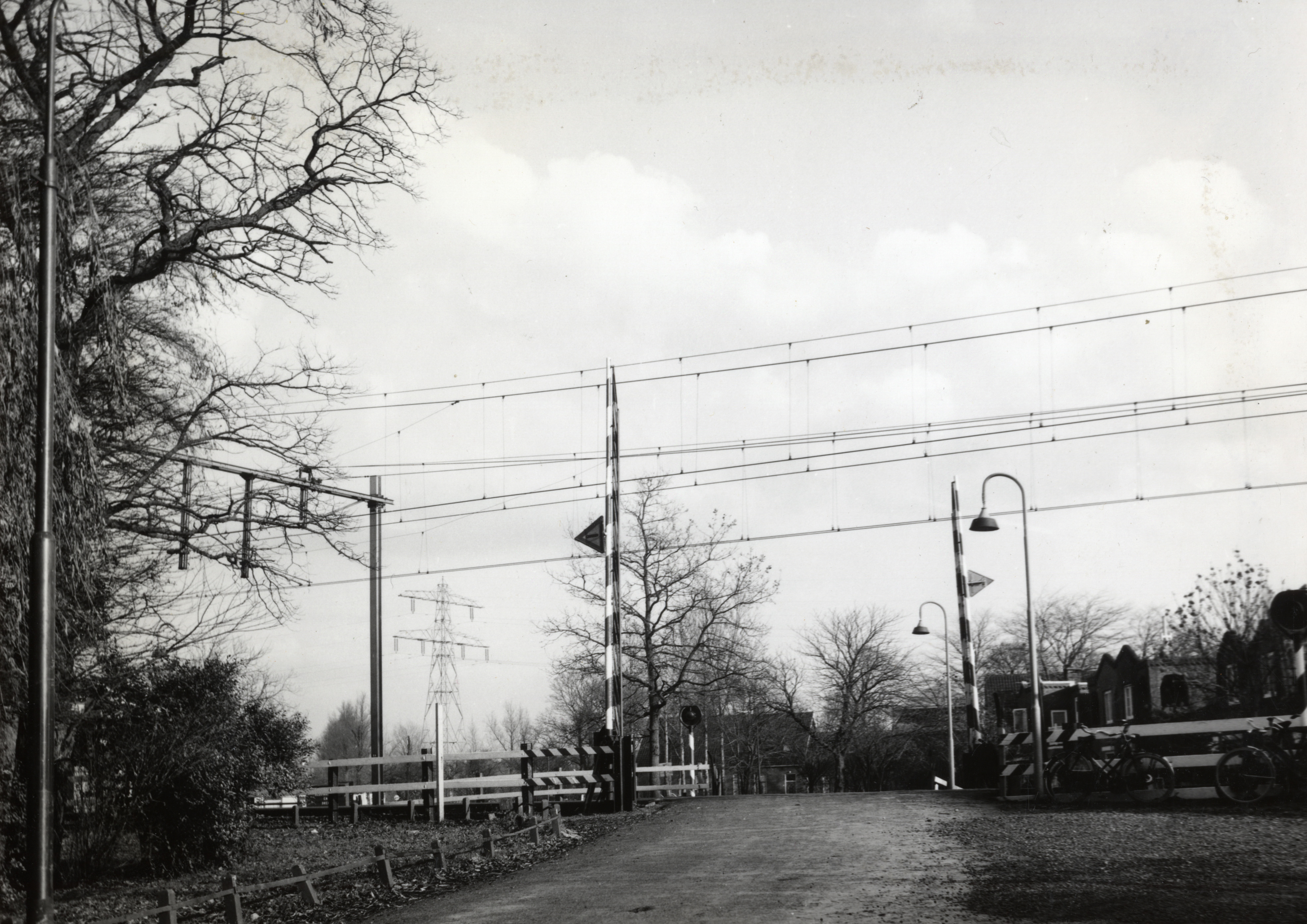
Vroegere spoorwegovergang Gein-Zuid in Abcoude in 1967
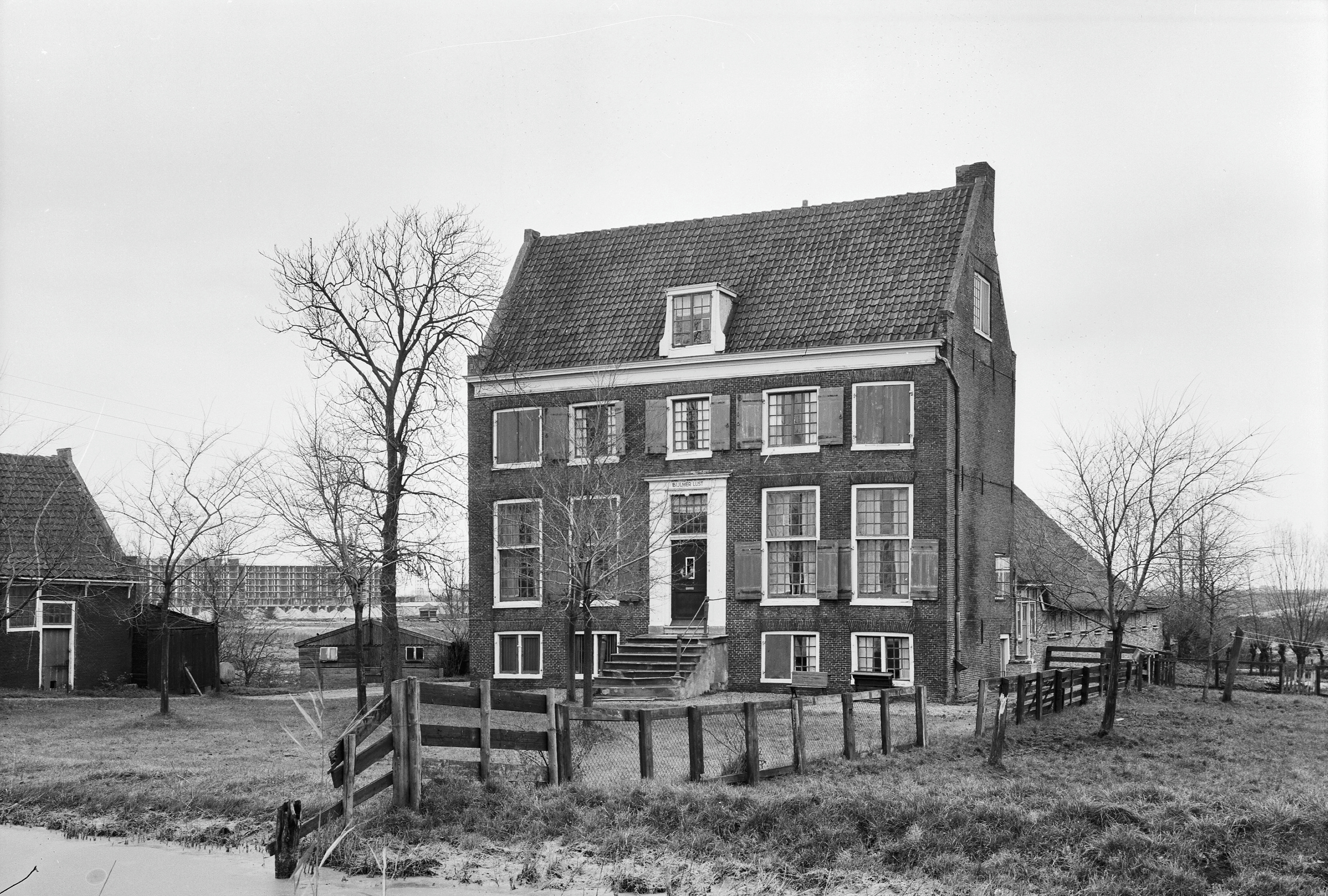
Boerderij 'Bijlmerlust' aan de Abcouderstraatweg 49, gemeente Weesperkarspel; november 1967. Op deze plek verscheen Garage Hakfort. Het huis is verplaatst naar het Gein.